# Episodi di Will & Grace (sesta stagione)
La sesta stagione della sit-com Will & Grace è andata in onda negli Stati Uniti d'America dal 25 settembre 2003 al 29 aprile 2004 sul canale NBC.
In Italia è andata in onda dal 18 luglio al 23 novembre 2004 su Fox Life e dal 23 maggio al 18 giugno 2005 su Italia 1.
| nº | Titolo originale                | Titolo italiano                        | Prima TV USA      | Prima TV Italia   |
| -- | ------------------------------- | -------------------------------------- | ----------------- | ----------------- |
| 1  | Dames at Sea                    | Il terribile sospetto                  | 25 settembre 2003 | 18 luglio 2004    |
| 2  | Last Ex to Brooklyn             | Il passato ritorna                     | 2 ottobre 2003    | 7 settembre 2004  |
| 3  | Home Court Disadvantage         | Dissapori tra amici                    | 9 ottobre 2003    | 14 settembre 2004 |
| 4  | Me and Mr. Jones                | Convivenza difficile                   | 23 ottobre 2003   | 14 settembre 2004 |
| 5  | A Story, Bee Story              | La gara di compitazione                | 30 ottobre 2003   | 21 settembre 2004 |
| 6  | Heart Like a Wheelchair         | Amori a prima vista                    | 6 novembre 2003   | 21 settembre 2004 |
| 7  | Nice in White Satin             | Karen dal dottore                      | 13 novembre 2003  | 28 settembre 2004 |
| 8  | Swimmin from Cambodia           | Il ritorno dalla Cambogia              | 20 novembre 2003  | 28 settembre 2004 |
| 9  | Strangers with Candice          | Serata al ristorante                   | 4 dicembre 2003   | 5 ottobre 2004    |
| 10 | Fanilow                         | I fan Manilow                          | 12 dicembre 2003  | 5 ottobre 2004    |
| 11 | The Accidental Tsuris           | Grace, sorella perfetta                | 15 gennaio 2004   | 12 ottobre 2004   |
| 12 | A Gay/December Romance          | Un bel bocconcino                      | 22 gennaio 2004   | 12 ottobre 2004   |
| 13 | Ice Cream Balls                 | Una gita in montagna                   | 10 febbraio 2004  | 19 ottobre 2004   |
| 14 | Looking for Mr. Good Enough     | Lezione di cucina                      | 19 febbraio 2004  | 19 ottobre 2004   |
| 15 | Flip-Flop (1/2)                 | Investire con il cuore (prima parte)   | 26 febbraio 2004  | 26 ottobre 2004   |
| 16 | Flip-Flop (2/2)                 | Investire con il cuore (seconda parte) | 4 marzo 2004      | 26 ottobre 2004   |
| 17 | East Side Story                 | Matrimonio in vista                    | 11 marzo 2004     | 2 novembre 2004   |
| 18 | Courting Disaster               | La multa                               | 18 marzo 2004     | 2 novembre 2004   |
| 19 | No Sex 'N' the City             | Consigli sbagliati                     | 25 marzo 2004     | 9 novembre 2004   |
| 20 | Fred Astaire and Ginger Chicken | Lezione di Fox-Trot                    | 1º aprile 2004    | 9 novembre 2004   |
| 21 | I Never Cheered for My Father   | Orgoglio di razza                      | 8 aprile 2004     | 16 novembre 2004  |
| 22 | Speechless                      | Infermiere per sbaglio                 | 22 aprile 2004    | 16 novembre 2004  |
| 23 | I Do                            | Nozze a Las Vegas (prima parte)        | 29 aprile 2004    | 23 novembre 2004  |
| 24 | Oh, No You Didn't               | Nozze a Las Vegas (seconda parte)      | 29 aprile 2004    | 23 novembre 2004  |

## Il terribile sospetto
- Titolo originale: Dames at Sea
- Diretto da: James Burrows
- Scritto da: Adam Barr

### Trama
Karen e Rosario riescono a risalire sullo yacht dopo aver rubato una moto d'acqua. Essendo sane e salve, Karen cerca di rompere la promessa fatta a Rosario di concederle un venerdì libero ogni mese. Grace dà di matto dopo aver trovato una lettera d'amore che un'altra dottoressa ha scritto a suo marito. Tuttavia, quando Leo torna a New York (poiché aveva dimenticato il suo passaporto nel borsone che aveva lasciato a Grace), la rassicura dicendole che lei è l'unica donna alla quale lui è interessato. Leo decide quindi di licenziarsi da Medici Senza Frontiere per stare con Grace. Jack e Will si svegliano nudi nello stesso letto e non sono sicuri di quello che è successo la notte passata. Entrambi pensano che l'altro nutra un interesse romantico e cercano quindi di mettere le cose in chiaro. Fortunatamente, Karen mostra loro un video della sorveglianza dove si può vedere che non è successo niente tra i due.
- Guest star: Shelley Morrison (Rosario Salazar), Harry Connick Jr. (Leo Markus)

## Il passato ritorna
- Titolo originale: Last Ex to Brooklyn
- Diretto da: James Burrows
- Scritto da: Alex Herschlag

### Trama
Leo invita la sua bellissima ex fidanzata, Diane, a cena per farla conoscere a Grace, che a sua volta invita Will, Karen e Jack. Grace non sembra essere affatto gelosa e va molto d'accordo con Diane, finché non scopre che la ragazza è stata l'unica donna con cui Will sia mai andato a letto. La serata quindi degenera e Grace diventa molto gelosa, mentre Leo non riesce a capire perché sua moglie non ha avuto la stessa razione nei suoi confronti. Diane ammette che non solo Will era più bravo a letto di Leo, ma che con lui ha anche avuto l'unico orgasmo della sua vita. Will e Grace riescono a fare pace quando Will le spiega che non provava niente per Diane ed è per questo che scelse di andare a letto con lei e non con Grace, la sua migliore amica. Jack e Karen, cercando di confortare una triste Diane, le regalano il piccolo cagnolino di Lorraine, che Karen aveva trovato nel suo armadio.
- Guest star: Mira Sorvino (Diane), Harry Connick Jr. (Leo Markus)

## Dissapori tra amici
- Titolo originale: Home Court Disadvantage
- Diretto da: James Burrows
- Scritto da: Jhoni Marchinko

### Trama
Quando Grace e Leo vanno a giocare a tennis nel lussuoso country club di Karen, Grace scopre che l'amica non sopporta suo marito. Grace è dispiaciuta da ciò, ma Leo cerca di convincerla che non ha nessuna importanza, perché anche a lui non piace Karen e non gli importa della sua opinione. Proprio quando Grace si sta abituando a non dare peso a ciò che Karen pensa, Leo cambia idea e cerca di provare a Karen quanto sia divertente. Grace dice a Karen che se Leo non le piace, allora le due non possono più passare molto tempo insieme e Karen è così preoccupata dalla possibilità di perdere Grace come amica che le promette di fingere che Leo le piaccia, proprio come fa con Will. Will e Jack fanno visita alla madre di Will, Marilyn, per vedere come se la passa dopo il divorzio. Trovandola depressa e distrutta, decidono di portarla a vedere Mamma Mia a Broadway così da poterle risollevare il morale. Quando la donna è triste all'idea di dover tornare a casa, Jack le consiglia di trasferirsi da Will per un po' e, nonostante Will non sia entusiasta, non può dire di no a sua madre.
- Guest star: Blythe Danner (Marilyn Truman), Harry Connick Jr. (Leo Markus)

## Convivenza difficile
- Titolo originale: Me and Mr. Jones
- Diretto da: James Burrows
- Scritto da: Gary Janetti

### Trama
Jack viene scritturato per un piccolissimo ruolo in uno spettacolo di Broadway con James Earl Jones. Tuttavia, quando il regista preferisce l'interpretazione di Jack a quella del famoso attore, James Earl Jones decide di frequentare il corso di recitazione di Jack. Grace segue di nascosto una donna e il suo personal trainer in palestra, così da potersi allenare senza dover pagare. Sia Will che sua madre sono stufi di dover vivere insieme, ma nessuno dei due dice niente all'altro. Alla fine, entrambi ammettono la verità e Marilyn decide di tornare a casa, ma, mentre sta traslocando, si sloga una caviglia ed è costretta a utilizzare una sedia a rotelle. Will è così costretto a dover badare a sua madre per qualche altra settimana.
- Guest star: James Earl Jones (sé stesso), Blythe Danner (Marilyn Truman)

## La gara di compitazione
- Titolo originale: A-Story, Bee-Story
- Diretto da: James Burrows
- Scritto da: Gail Lerner

### Trama
A Leo viene offerto di costruire una clinica in Cambogia e, nonostante sia eccitato all'idea di andare, capisce che la sua partenza spezzerebbe il cuore a Grace. Mentre Grace è a letto malata, Will porta Leo in giro per New York, cercando di ricordargli quanto la città sia bella. Tuttavia, la New York di Will non è la New York di Leo e questo si sente sollevato quando convince Will ad andare a una partita dei Rangers. Leo desidera ancora andare in Cambogia e alla fine è Will ad avere il cuore spezzato quando scopre che Grace andrà con lui. Karen allena Jack per una gara di spelling, ma quando riesce ad arrivare in finale, Jack è infastidito perché Karen cerca di aiutarlo a imbrogliare. Fortunatamente, Jack riesce a farcela da solo.
- Guest star: Harry Connick Jr. (Leo Markus)
- Nota. Nell'episodio Grace è costretta a rimanere a letto a causa di un avvelenamento da cibo. Questa scelta è stata fatta perché Debra Messing era veramente costretta a letto a causa di un'acuta forma di nausea dovuta alla sua gravidanza. Di conseguenza, le due piccole scene in cui Grace appare sono state in realtà girate nella vera casa dell'attrice.

## Amori a prima vista
- Titolo originale: Heart Like a Wheelchair
- Diretto da: James Burrows
- Scritto da: Tracy Poust e Jon Kinnally

### Trama
Will non ne può più di badare a sua madre che è costretta a usare una sedia a rotelle. Tuttavia, quando, passeggiando per il parco, incontra un ragazzo molto carino che si sta occupando di sua madre inferma, Will obbliga Marylin a rimanere sulla sedia anche quando può muoversi liberamente da sola. Will riesce finalmente a uscire con Tom, il ragazzo incontrato al parco, che però si rivela un tipo molto strano che non può allontanarsi da sua madre nemmeno per qualche ora. Karen scopre che una certa L. Finster alloggia presso un hotel locale e decide di confrontarsi con la sua rivale. Una volta arrivata all'hotel, Karen vi incontra l'elegante padre di Lorraine, Lyle, che è immediatamente attratto da Karen e cerca di baciarla anche se lei gli dice di odiarlo.
- Guest star: Blythe Danner (Marilyn Truman), John Cleese (Lyle Finster), Dylan McDermott (Tom)
- Nota. Debra Messing (Grace) non appare nell'episodio a causa della gravidanza dell'attrice.

## Karen dal dottore
- Titolo originale: Nice in White Satin
- Diretto da: James Burrows
- Scritto da: Bill Wrubel

### Trama
Karen deve fare un controllo medico, ma il suo dottore sembra un tipo molto strano. Grace chiama Will da un fast food cambogiano. Jack incontra un giovane infermiere e decide di iscriversi al corso di infermieristica. Tuttavia, dopo aver chiesto a Karen e Will di appoggiare il suo sogno e pagare la sua retta, Jack si ritira perché il suo nuovo sogno è diventare un surfista. Will e Karen chiedono alla scuola di infermieristica di riavere indietro i soldi della retta e scoprono che Jack era un infermiere molto dotato. I due convincono quindi Jack a riprendere il corso.
- Guest star: Jack Black (dott. Isaac Hershberg)

## Il ritorno dalla Cambogia
- Titolo originale: Swimming from Cambodia
- Diretto da: James Burrows
- Scritto da: Sonja Warfield

### Trama
Grace torna dalla Cambogia per partecipare alla festa per il cinquantesimo compleanno di sua madre, ma poi ammetterà a Will di essere tornata per sempre. Stare in Cambogia con Leo non era facile e Grace pensa che ci sia qualcosa che non vada nel suo matrimonio. Decide quindi di rimanere a New York e aspettare che il marito finisca il suo lavoro. Will le offre di tornare a vivere con lui e la donna accetta entusiasta. Jack ha una nuova insegnante molto severa che lo tratta male e, quando il ragazzo diventa molto triste, Karen minaccia l'infermiera, ordinandole di dare a Jack una A. Tuttavia, quando gli viene permesso di non studiare e di saltare le lezioni, Jack capisce di sentire la mancanza dello studio e dei suoi compagni di corso.

## Serata al ristorante
- Titolo originale: Strangers with Candice
- Diretto da: James Burrows
- Scritto da: Sally Bradford

### Trama
Il gruppo va a cena fuori, ma quando non riescono a ottenere un tavolo da 5, poiché l'appuntamento di Will non si è presentato, Grace chiede a uno sconosciuto di unirsi a loro. Quando incontra una ragazza al bar che sembra essere attratta da lui, Will decide di flirtare con lei per sentirsi meglio dopo essere stato scaricato. Nel frattempo, Grace scopre che lo sconosciuto è in realtà un ragazzo con cui anni prima si era baciata in un bar. Grace inizia quindi a flirtare con lui, per sentirsi meglio e non pensare al suo disastroso matrimonio. Will è disgustato dal comportamento di Grace e rivela all'uomo che è sposata. Anche Grace non approva il comportamento dell'amico e dice alla ragazza che Will è gay. Alla fine, i due se ne vanno insieme. Karen incontra la sua vecchia amica/nemica Candice Bergen e le due continuano la loro tradizione di farsi scherzi a vicenda. A un certo punto, uniscono le forze e fanno uno scherzo a Jack, facendogli credere che Candice abbia bisogno della manovra di Heimlich che Jack ha recentemente imparato a scuola.
- Guest star: Candice Bergen (sé stessa), Kali Rocha (Stephanie), Tom Everett Scott (Alex)

## I fan Manilow
- Titolo originale: Fanilow
- Diretto da: James Burrows
- Scritto da: Kari Lizer

### Trama
Will è eccitato quando riesce a essere il primo della fila per comprare i biglietti del concerto di Barry Manilow e chiede a Grace di tenergli il posto quando deve correre al bagno. Grace è scioccata quando scopre che sua madre, che aveva cancellato la loro annuale giornata di shopping per Hanukkah, sta in realtà cenando con Jack in un ristorante vicino. Grace chiama quindi Karen e le chiede di tenere il posto per Will, mentre lei si confronta con sua madre. Nel frattempo, Will ignora un ragazzo che ci sta provando con lui, per poi scoprire che è il manager del tour di Barry Manilow e può portarlo nel backstage per fargli incontrare il suo idolo. Will cerca quindi di ingraziarsi il ragazzo e gli promette di uscire con lui a Philadelphia. Grace capisce che in realtà vuole passare del tempo con sua madre ed è gelosa quando sua madre preferisce Jack a lei. Karen scopre di amare la musica di Barry Manilow.
- Guest star: Barry Manilow (se stesso), Debbie Reynolds (Bobby Adler), Chris Penn (Rudy), Sara Gilbert (Cheryl)

## Grace, sorella perfetta
- Titolo originale: The Accidental Tsuris
- Diretto da: James Burrows
- Scritto da: Jeff Greenstein

### Trama
La disastrosa sorella di Grace, Janet, arriva in città e decide di trasferirsi nell'appartamento di Will e Grace finché la sua linea di gioielleria non ottenga successo. Grace, stufa della presenza della sorella, le urla di cercarsi un vero lavoro e un suo appartamento. Grace rimarrà stupita quando, dopo poche settimana, sua sorella avrà un appartamento, un lavoro da Ann Taylor, un nuovo look e cucinerà una favolosa cena per lei e i suoi amici. Al contrario di Will e Jack, Grace non sembra essere felice per sua sorella, e, alla fine, ammette che le piace avere una sorella problematica, perché così è lei quella normale. Janet le rivela che è stata tutta un'idea di Will e questo ammette di averlo fatto perché pensava che Grace volesse una sorella normale. Grace si commuove quando scopre tutto quello che Will ha fatto per lei e si sente sollevata quando scopre che Janet è stata licenziata perché ubriaca sul lavoro. Nel frattempo, Lyle Finster riesce a trovare Karen e le dice di volerla, ma questa lo rifiuta. Tuttavia, quando Lorraine le ordina di stare lontana da suo padre, Karen va a letto con Lyle e organizza uno stratagemma per far sì che Lorraine li veda. Lyle dice a Karen di essere innamorato di lei, mentre Karen ammette di essere andata a letto con lui solo per dar fastidio a Lorraine. Alla fine, Karen capisce di essersi innamorata di Lyle, ma questo si sente usato e la caccia dalla sua stanza d'albergo.
- Guest star: Geena Davis (Janet Adler), Minnie Driver (Lorraine Finster), John Cleese (Lyle Finster)

## Un bel bocconcino
- Titolo originale: A Gay/December Romance
- Diretto da: James Burrows
- Scritto da: Tracy Poust e Jon Kinnally

### Trama
Will visita una mostra d'arte e vi incontra un uomo affascinante più grande di lui, Alan, che è un ricco chirurgo plastico. Will è sorpreso quando Alan gli regala uno dei dipinti che aveva visto alla mostra e i due iniziano a passare del tempo insieme. Alan continua a fare regali a Will, incluso un cavallo e un vestito da cowboy. Grace dice quindi a Will che Alan lo sta mantenendo, mentre Jack è geloso perché vorrebbe essere nella posizione di Will. Will decide di confrontarsi con Alan, che si offende e cerca di far sentire il ragazzo in colpa, ma poi Will scopre che Alan ha già trovato un nuovo "toy boy". Grace scopre l'esistenza di un buonissimo ristorante asiatico vicino al suo ufficio, ma quando fa cadere il suo cibo da asporto e non glielo rimpiazzano, Grace decide di boicottare il ristorante e obbliga anche tutti i suoi amici a farlo. Fortunatamente, Jack e Karen la ignorano e alla fine Grace capisce che i noodles serviti nel ristorante sono troppo buoni per rinunciarvi.
- Guest star: Hal Linden (Alan)

## Una gita in montagna
- Titolo originale: Ice Cream Balls
- Diretto da: James Burrows
- Scritto da: Laura Kightlinger

### Trama
Will ha un nuovo cliente, Stuart, che, dopo aver incontrato Jack, chiede a Will di organizzare un appuntamento con lui. Will dà quindi una mazzetta a Jack per persuaderlo ad accettare l'invito. Quando Stuart inizia a includere Jack nelle negoziazioni per vendere la sua compagnia e decide di seguire i suoi ridicoli consigli, Will gli rivela di aver pagato Jack per uscire con lui. Sia Jack che Stuart si sentono offesi e Will cerca di trovare un modo per farli rimettere insieme. Grace porta Karen con sé in Vermont, per occuparsi di un problema nello chalet di Leo. Una volta là, le due scoprono migliaia di dollari nascosti sotto il materasso. Grace è scandalizzata all'idea che Leo le stia nascondendo tutti questi soldi e decide di andare a spenderli. Tuttavia, Grace e Karen scopriranno di essere entrate nello chalet sbagliato e di aver speso i risparmi di una vita di una coppia di anziani.
- Guest star: Dave Foley (Stuart Lamarack)

## Lezione di cucina
- Titolo originale: Looking for Mr. Good Enough
- Diretto da: James Burrows
- Scritto da: Gary Janetti

### Trama
Will frequenta un corso di cucina, ma si deprime quando scopre di essere l'unico single. Fortunatamente, un bellissimo ragazzo di nome Adam si presenta e non solo fa coppia con Will per cucinare, ma sembra subito essere attratto da lui e lo invita a casa sua. Will è felicissimo, ma poi inizia a pensare che Jack abbia assunto Adam e che questo sia in realtà uno gigolò. Will dice quindi ad Adam di aver scoperto tutto e questo se ne va offeso. Tuttavia, Will scopre che Jack non l'ha affatto assunto e corre dietro ad Adam per scusarsi. Alla fine, Will scopre che Adam è davvero uno gigolò, ma è stata l'insegnante del corso di cucina, Ann, ad assumerlo, pensando che Will fosse patetico e solo. La madre di Karen, Lois, si trasferisce a New York per riavvicinarsi a sua figlia e chiede a Grace di decorare il suo appartamento. Grace l'accontenta, ma si tiene bassa con il budget, perché Lois non vuole chiedere denaro a sua figlia. Grace e Karen lavorano sodo e riescono a rendere l'appartamento magnifico con pochi soldi. Lois è felice di avere un'abitazione che le permetterà di stare vicino a sua figlia, ma quando le vengono offerti 100.000$ per vendere l'appartamento, la donna li accetta e scappa in Giappone. Will e Grace, prendendo spunto dalla madre di Karen, capiscono che abbellire un appartamento e rivenderlo al doppio del prezzo potrebbe diventare un buon business.
- Guest star: Tracey Ullman (Ann), Suzanne Pleshette (Lois Whitley), Dave Foley (Stuart Lamarack)

## Investire con il cuore (prima parte)
- Titolo originale: Flip-Flop: Part I
- Diretto da: James Burrows
- Scritto da: Adam Barr

### Trama
Durante le sue visite come infermiere, Jack incontra la sua vecchia insegnante di recitazione Zandra, in procinto di trasferirsi in una casa di riposo per anziani in pensione. Will e Grace mettono a punto la loro idea di comprare e rivendere appartamenti, ma sono intenzionati a "investire con il cuore" e non danneggiare nessuno. Come primo affare, decidono di comprare l'appartamento di Zandra e riarredarlo. Quando Zandra vede come i due hanno trasformato il suo appartamento, lo rivuole indietro e Jack cerca di far sentire in colpa Will e Grace così da farglielo restituire. Tuttavia, quando Stuart vede l'appartamento, si offre di comprarlo e propone a Jack di andarci a vivere insieme. Entusiasta, Jack ignora le lamentele di Zandra. Lyle Finster perdona finalmente Karen per averlo usato e si trasferisce nel suo lussuoso appartamento. Quando Lorraine si presenta alla loro porta senza un soldo, Lyle convince Karen a permetterle di trasferirsi con loro. Karen è presto disgustata da come Lyle tratta Lorraine, coccolandola in continuazione e perdonandole sempre tutto.
- Guest star: Dave Foley (Stuart Lamarack), Eileen Brennan (Zandra), Minnie Driver (Lorraine Finster), John Cleese (Lyle Finster)

## Investire con il cuore (seconda parte)
- Titolo originale: Flip-Flop: Part II
- Diretto da: James Burrows
- Scritto da: Alex Herschlag

### Trama
Jack e Stuart si preparano a trasferirsi nel loro nuovo appartamento, ma poi si rendono conto che la loro relazione sta andando troppo veloce e che non sono pronti a convivere. Will e Grace incoraggiano la loro decisione di non vivere più insieme, perché hanno appena ricevuto un'enorme offerta per l'appartamento. Alla fine, i due capiscono di aver imparato la lezione quando Jack e Stuart decidono di non acquistare l'appartamento e, allo stesso tempo, l'altro compratore ritira la sua enorme offerta. Will e Grace decidono quindi di rivendere l'appartamento a Zandra, ma quando l'enorme offerta viene riproposta, Will non esita a cacciare Zandra. Lyle impara finalmente a disciplinare Lorraine che, offesa, gli urla contro e se ne va. Lyle dà a Karen la colpa di averlo allontanato da sua figlia e la lascia. Alla fine, Lorraine torna indietro e dice a Karen quanto Lyle sia triste senza di lei. Lorraine e Karen fanno pace e Lyle e Karen tornano insieme. I tre decidono di vivere insieme nell'appartamento di Karen e Lyle le chiede di sposarlo.
- Guest star: Dave Foley (Stuart Lamarack), Eileen Brennan (Zandra), Minnie Driver (Lorraine Finster), John Cleese (Lyle Finster)

## Matrimonio in vista
- Titolo originale: East Side Story
- Diretto da: James Burrows
- Scritto da: Gail Lerner

### Trama
Portando avanti il loro business immobiliare, Will e Grace si scontrano con una coppia di donne, Deirdre e Monet, che mettono in pratica la loro stessa idea nell'East Side. Per sconfiggerle, i due decidono di dividersi e Will si occupa della più debole, Monet, che è chiaramente attratta da lui. Tuttavia, il loro piano fallisce quando Deirdre ci prova con Grace. Karen ha paura di non avere il beneplacito di Stan per il suo nuovo matrimonio con Lyle, ma non riesce a entrare in contatto con lo spirito del defunto marito. Jack cerca di fingersi lo spirito di Stan e dice a Karen che ha il suo permesso. Tuttavia Karen non ci casca. Fortunatamente, quando è Rosario a impersonare Stan, Karen le crede.
- Guest star: Edie Falco (Deirdre), Chloë Sevigny (Monet)

## La multa
- Titolo originale: Courting Disaster
- Diretto da: James Burrows
- Scritto da: Sally Bradford

### Trama
Jack e Grace vanno al cinema e Jack è sconvolto quando vi trova Stuart con un altro ragazzo. Jack fa una scenata e se ne va, ma poi scopre che il ragazzo è il figlio di Stuart. Stuart chiede scusa a Jack per non avergli detto di suo figlio e Jack fa lo stesso, non avendogli detto nulla di Elliott. Will cerca di insegnare a Karen a guidare, ma i due vengono presto fermati da un poliziotto che multa Karen. Quando Will si accorge che il poliziotto non ha firmato la multa, decide di andare in tribunale a contestarla. Durante la causa, Will e il poliziotto scoprono di avere un amico in comune che cerca da anni di farli incontrare, quindi, invece di litigare per la multa, i due decidono di uscire insieme venerdì sera.
- Guest star: Bobby Cannavale (Vince D'Angelo), Dave Foley (Stuart Lamarack)

## Consigli sbagliati
- Titolo originale: No Sex 'n' the City
- Diretto da: James Burrows
- Scritto da: Steve Gabriel

### Trama
Grace consiglia a Will di non essere troppo appiccicoso nella sua nuova relazione con Vince e di fare l'indifferente. Will segue il suo consiglio, ma il suo strano comportamento non piace a Vince, che gli dice di non essere interessato a certi giochetti. Fortunatamente, Will capisce di aver sbagliato e chiede scusa a Vince che lo perdona. Karen è sconvolta quando scopre che Sex and the City, Friends e Frasier sono finite e, insieme a Jack, lamenta la perdita delle sue serie preferite. I due si chiedono di cosa parleranno ora, tuttavia la loro disperazione sembra svanire quando incontrano in un bar Bebe Neuwirth, che insistono a chiamare Lilith, come il personaggio da lei interpretato in Frasier.
- Guest star: Bebe Neuwirth (se stessa), Bobby Cannavale (Vince D'Angelo), Sharon Osbourne (barista)

## Lezioni di Fox-Trot
- Titolo originale: Fred Astaire and Ginger Chicken
- Diretto da: James Burrows
- Scritto da: Ain Gordon

### Trama
Will presenta Vince a Grace con una cena organizzata nel loro appartamento, ma quando Grace scappa via prima di cena, Will pensa che alla sua migliore amica non piaccia il suo nuovo ragazzo. Quando Will trascina Vince nell'appartamento di Grace per chiederle cosa non va, la ragazza ammette che Vince le piace molto, ma che vederli felicemente insieme le ha ricordato la sua disastrosa relazione con Leo. Karen dice a Jack che non riuscirà più a passare molto tempo con lui dopo il suo matrimonio e gli consiglia di andare avanti con la sua vita. Tuttavia, quando scopre che Jack ha organizzato delle audizioni per trovare una nuova amica, Karen si ingelosisce e gli promette che troverà sempre il tempo per lui.
- Guest star: Bobby Cannavale (Vince D'Angelo)

## Orgoglio di razza
- Titolo originale: I Never Cheered for My Father
- Diretto da: James Burrows
- Scritto da: Adam Barr

### Trama
Quando l'amante di suo padre, Tina, gli rivela di essere preoccupata che suo padre la stia tradendo, Will inizia a investigare e scopre che i suoi genitori hanno iniziato ad andare a letto insieme. Will dice a Tina che suo padre la sta effettivamente tradendo e le consiglia di dimenticarlo. Tuttavia, la madre di Will lo rimprovera, dicendogli che il sesso con suo padre non è più divertente ora che Tina lo ha lasciato. Anche Tina se la prende con Will, avendo scoperto che l'amante di George era sua madre. Will dice quindi a Tina di accettare le cose come stanno, mentre dice a sua madre di rimanere insieme a suo padre ed essere felici. Tuttavia, dopo aver lasciato l'appartamento di Will, le due donne decidono di dividersi George. Elliot cerca di entrare nella squadra delle cheerleader solo per catturare l'attenzione di Jack.
- Guest star: Blythe Danner (Marilyn Truman), Lesley Ann Warren (Tina), Michael Angarano (Elliott), Sarah Paxton (Melanie)
- Nota. Debra Messing (Grace) non appare nell'episodio a causa della gravidanza dell'attrice.

## Infermiere per sbaglio
- Titolo originale: Speechless
- Diretto da: James Burrows
- Scritto da: Sally Bradford

### Trama
Jack scopre di aver sbagliato il giorno della sua laurea e si rende conto di non aver ancora scritto il discorso che dovrà tenere in quanto studente più popolare. Will, depresso dopo aver scoperto che la scenografia che aveva scritto in college non è così bella come pensava, decide di scrivere il discorso di Jack. Will riesce a scrivere un discorso bellissimo e commovente su quanto sia importante seguire i propri sogni. Tuttavia, quando inizia a leggerlo durante la sua laurea, Jack capisce che fare l'infermiere non è il suo sogno e decide di tornare a essere un attore.
- Guest star: Laura Kightlinger (infermiera Sheila)
- Nota. Debra Messing (Grace) non appare nell'episodio a causa della gravidanza dell'attrice.

## Nozze a Las Vegas (prima parte)
- Titolo originale: I Do, Oh, No, You Didn't
- Diretto da: James Burrows
- Scritto da: Jeff Greenstein, Jhoni Marchinko, Kari Lizer e Sonja Warfield

### Trama
Lyle decide di cambiare i piani delle nozze e di sposarsi a Las Vegas. Karen prepara quindi il suo jet privato e, insieme a Will e Jack, vola verso Las Vegas per le sue nozze. Quando Karen inizia a rendersi conto che sta sacrificando molti dei suoi desideri per far felice Lyle, Jack la rassicura, dicendole che il matrimonio ha bisogno di compromessi. Karen incontra lo strano fratello di Lyle, Marion. Leo torna dalla Cambogia e rivela a tutti che Grace si è fatta male e non riuscirà ad esserci. Will è confuso e non capisce perché Leo non sia dispiaciuto che Grace non sia lì con lui. Alla fine Leo ammette a Will di aver baciato un'altra donna mentre era in Cambogia. Karen incontra Jennifer Lopez nel bagno dell'hotel e le chiede di cantare alle sue nozze, la cantante accetta essendo una vecchia amica di Rosario.
- Guest star: Jennifer Lopez (se stessa), John Cleese (Lyle Finster), Tim Curry (Marion Finster), Harry Connick Jr. (Leo Markus)
- Nota. Debra Messing (Grace) non appare nell'episodio a causa della gravidanza dell'attrice.

## Nozze a Las Vegas (seconda parte)
- Titolo originale: I Do, Oh, No, You Didn't
- Diretto da: James Burrows
- Scritto da: Jeff Greenstein, Jhoni Marchinko, Kari Lizer e Sonja Warfield

### Trama
Karen e Lyle si sposano, ma Karen diventa furiosa perché Lyle ha cambiato l'unica cosa per la quale Karen aveva insistito molto, ovvero la musica per la sua camminata all'altare. Karen ingoia la sua rabbia, mentre Lyle si scusa per non aver rispettato il suo desiderio. Will incoraggia Leo a dire a Grace la verità. Jennifer Lopez è pronta a esibirsi, ma quando uno dei suoi ballerini si fa male Jack prende il suo posto. Lyle fa un discorso davanti a tutti, dicendo tutto quello a cui Karen ha rinunciato per lui e ammettendo di essere un uomo fortunato per aver trovato una donna pronta a rinunciare alla sua identità per lui. Tuttavia, Karen capisce di non essere affatto felice e decide di volere il divorzio. Dopo aver telefonato a Grace, Leo dice a Will che la moglie non lo vuole più vedere. Will è confuso e non capisce perché Grace stia reagendo in maniera così eccessiva per un semplice bacio, ma poi Leo gli confessa di essere andato a letto con l'altra donna. Deluso, Will dice a Leo che ora è rimasto da solo. Jack è entusiasta quando Jennifer Lopez lo assume come ballerino per il suo nuovo tour.
- Guest star: Jennifer Lopez (se stessa), John Cleese (Lyle Finster), Tim Curry (Marion Finster), Harry Connick Jr. (Leo Markus)
- Nota. Debra Messing (Grace) non appare nell'episodio a causa della gravidanza dell'attrice.